# El hijo del relojero
El hijo del relojero (en francés: L'horloger d'Everton) es una novela del escritor belga Georges Simenon, escrita entre el 16 y el 24 de marzo de 1954 en Lakeville, Connecticut  y publicada en junio de ese año por la editorial parisina Presses de la Cité.  En 1974 se estrenó en los cines la adaptación cinematográfica El relojero de Saint-Paul de Bertrand Tavernier con Philippe Noiret en el papel principal.
Dave Galloway es relojero en la pequeña ciudad estadounidense de Everton. Desde que su esposa lo dejó hace muchos años, ha estado criando solo a su hijo Ben, que ahora tiene dieciséis años. Se ve abruptamente arrancado de su vida tranquila cuando su hijo se escapa con su novia y comete un asesinato mientras escapa. El padre quiere proteger a su hijo a toda costa, pero tiene que presenciar cómo la policía persigue a los amantes que huyen por todo Estados Unidos. Simenon vivió en Estados Unidos desde 1945 hasta 1955.

## Argumento
Dave Clifford Galloway es un relojero de 43 años que vive en la pequeña ciudad de Everton, Nueva York. El punto culminante de su vida sin incidentes son las partidas de backgammon de los sábados con su amigo Frank Musak. Sólo se excedió una vez: cuando se casó con su esposa Ruth, a quien todos sus compañeros consideraban una fulana. De hecho, sólo pasaron 20 meses antes de que Ruth abandonara a su marido y a su hijo Ben de la noche a la mañana. Desde entonces, Galloway ha estado criando en solitario a Ben, que ahora tiene dieciséis años, con quien cree tener una buena relación, a pesar de su carácter reservado.
Pero un sábado por la tarde Ben se escapa en la furgoneta de su padre. A su lado está Lillian Hawkins, una chica de la ciudad de quince años y medio que, para sorpresa de Galloway, es la novia de su hijo desde hace dos meses. Al día siguiente, la policía está en la puerta de Galloway y no sólo ha encontrado el viejo camión de reparto del relojero, sino también a un hombre al que Ben habría disparado para continuar su fuga en su Oldsmobile. Ahora la policía de seis estados y el FBI están persiguiendo a la pareja presuntamente asesina, asumiendo que se dirigen a un estado donde el matrimonio de menores es legal.
Galloway es testigo impotente de la persecución de su hijo. Con la esperanza de causar una buena impresión a Ben, coopera con la prensa y, por temor a que la policía simplemente dispare a los fugitivos, hace un llamamiento en los medios de comunicación para que se rindan, lo que, en retrospectiva, le parece una traición a Ben. Finalmente, los amantes son arrestados en Indiana, donde extorsionaron a punta de pistola la comida de un granjero y acudieron a un juez de paz para casarse. Galloway vuela inmediatamente al estado, pero su hijo rechaza cualquier contacto y sólo un abogado hace posible un encuentro en el que padre e hijo no tienen nada que decirse. El chico muestra una sonrisa orgullosa, está lleno de amor por su novia Lillian y no se arrepiente de sus acciones juntos.
Pasa un tiempo hasta que Galloway aprende a comprender a su hijo y puede ubicarlo en una línea familiar. Todos los Galloways han llevado una vida adaptada en la que se han resignado a las circunstancias. Pero todos ellos se rebelaron en algún momento de sus vidas. El padre de Galloway murió temprano cuando un día engañó a su madre, el propio Galloway cuando se casó con una mujer de mala reputación en contra de todos los consejos, y ahora el relojero ve a su hijo Ben continuar esta serie de revueltas. En el juicio ante el Tribunal Supremo, Galloway se solidariza con su hijo, logrando así forjar por primera vez un vínculo entre padre e hijo. Debido a su juventud, Ben y Lillian no son condenados a muerte, sino sólo a cadena perpetua. Galloway visita regularmente a su hijo en prisión, con la esperanza de acercarse a él con el paso de los años. Cuando el embarazo de Lillian se hace evidente, el relojero espera ansiosamente a la próxima generación de Galloway, con quienes quiere compartir el secreto de la existencia humana.

## Interpretación
El hijo del relojero fue la última novela de Simenon escrita y ambientada en Estados Unidos antes de que el autor regresara a Francia en 1955.  Según Lucille F. Becker, Simenon diseñó con sólo unos pocos trazos una pequeña ciudad americana de los años 50 con una calle principal alrededor de la cual se encuentran algunas tiendas y un pequeño cine, así como calles secundarias con sus uniformes edificios residenciales. Al hacerlo, pintó un cuadro de paz y orden que contrastaba marcadamente con los acontecimientos futuros.  Tim Morris señala varios mitos estadounidenses que desempeñan un papel en la novela, desde el papel del béisbol como una especie de religión secular hasta la fuga criminal al estilo Bonnie y Clyde de los jóvenes amantes. 
Para Sebastian Hammelehle, El hijo del relojero es “una verdadera novela romántica, no sobre el amor de hombres y mujeres, sino sobre el amor de un padre por su hijo”.  Según Michel Lemoine, la novela adopta completamente la perspectiva del padre, quien, como un Papá Goriot moderno, lleno de paciencia y amor, no sólo disculpa las acciones del hijo, sino que incluso lo estiliza como una víctima de lo sucedido. La visión del relojero es al mismo tiempo una visión negativa de las mujeres, que se centra tan estrechamente en la ascendencia masculina de la familia que al final el nieto de Galloway sólo puede imaginarse como un niño. La relación padre-hijo es un tema frecuente en la obra de Simenon, con novelas como El Asno Rojo, El destino de los Malou o Le confessionnal que adoptan la perspectiva opuesta del hijo.  Un padre que cría solo a su hijo aparece repetidamente en sus obras. Esto también se aplica al padre de Maigret en las Memorias de Maigret.  En El relojero de Everton, John Raymond incluso reconoce una relación abuelo-padre-hijo que también se puede encontrar en la vida de Simenon y en su novela autobiográfica Pedigree. 
Ya en el segundo párrafo, según John Raymond, el lector se adentra en la vida del relojero de una forma verdaderamente hipnotizadora. “¿Quién sabe si no habría experimentado estas horas más intensamente y las habría disfrutado al máximo si hubiera tenido la idea de que sería su última velada feliz?” Lucille F. Becker comienza con advertencias y presagios de futuras tragedias como muchas novelas de Simenon”. A menudo, el protagonista, insignificante representante de la “gente pequeña”, es incapaz de afrontar el destino destructivo que le espera y el papel trágico que le corresponde desempeñar en él y tropieza con su desgracia, ciego a los presagios. Para Becker, el relojero vive al principio en armonía y paz. La rutina de su vida, la repetición de gestos y acciones mecánicas, es una especie de ritual con el que exorciza la desgracia. Un detalle como la separación espacial del negocio y el apartamento en la misma casa, entre los cuales el relojero tiene que salir a la calle, demuestra para Tim Morris su alienación en la vida.
No es sólo el título lo que recuerda a Sebastian Hammelehle El hijo del relojero a Le petit homme d'Arkhangelsk, ambos protagonistas son marginados sociales que son abandonados por el mismo tipo de mujeres promiscuas.  A partir de ese momento, toda la vida de Galloway gira en torno a su hijo, y cuando este comete un asesinato, según Scott Phillips, todo por lo que ha vivido se desmorona.  Según Tim Morris, el relojero, que hasta entonces se había aferrado a su idea de una existencia perfecta con un férreo autocontrol y una insoportable confianza en sí mismo, descubre que en realidad no conocía ni a su hijo ni a su padre. La conexión entre sus tres vidas, que finalmente construye para convencerse de ella, es escandalosa, ya que las acciones de padre e hijo no tienen nada en común.  Lucille F. Becker hace la comparación de que los tres hombres, abuelo, padre e hijo, intentaron un acto de liberación por el que finalmente pagarían toda la vida. 
A diferencia de novelas como La fuga de Monsieur Monde, Stanley G. Eskin ve El relojero de Everton como una “novela anti-escape” en la que el protagonista, en última instancia, permanece arraigado en su entorno, como en El hijo de Cardinaud.  Lo inusual es la perspectiva en la que no se persigue al fugitivo, sino a la persona que se queda detrás, que sigue la fuga a distancia. Al mismo tiempo, es una típica “novela de comprensión” simenoniana en la que la atención se centra en “encontrar y comprender la verdad esencial que se esconde detrás de una situación traumática”. En sentido directo y figurado, el relojero intenta “encontrar” a su hijo, y comprenderlo a él y a sus acciones.  Al final, Galloway supuestamente ha comprendido el “secreto de la existencia humana” y quiere transmitírselo a su nieto. Sin embargo, en qué consiste este secreto permanece abierto. Lucille F. Becker ofrece varias explicaciones: Podría ser la primacía de la herencia, forjando cadenas inquebrantables entre generaciones de una familia. Podría ser también la soledad del hombre en el mundo, por la que no debe ser juzgado, sino comprendido y amado. 

## Recepción
Según Stanley G. Eskin, El hijo del relojero es una obra menor del autor. Sin embargo, elogió el “manejo magistral de la perspectiva narrativa”.  T. S. Eliot escribió en una carta a Simenon que estaba “orgulloso y feliz” de poseer una copia firmada.  Quedó particularmente impresionado por cómo Simenon retrató uno de sus temas básicos, la relación padre-hijo, desde diferentes perspectivas y personajes muy diferentes.  Tim Morris recordó inmediatamente el poema de Eliot La canción de amor de J. Alfred Prufrock.  Para él se trataba de una “novela cautivadora […] llena de tensión psicológica, aunque con una trama criminal poco explícita”.  Peter Kaiser juzgó: “¡Una historia de padre e hijo sensible, aterradora y nunca sentimental que deja clara la maestría de Simenon como observador  y artista de la escasez!”
El escritor estadounidense Scott Phillips calificó El hijo del relojero como “el libro más sombrío” que jamás había leído. Es el tipo de novela policíaca que vale la pena escribir porque un crimen ocurre sin que realmente sea el objetivo. Para Thomas Lask en The New York Times, El relojero de Everton no estaba al mismo nivel que la novela Los hermanos Rico, publicada al mismo tiempo, pero aun así ofrecía "un relato documental de las almas corruptas que viven entre nosotros. El Saturday Review destacó y juzgó la perspectiva psicológica: “finalización efectiva, como siempre”. Kirkus Reviews habló de “trabajo de precisión para los fanes”. 

## Adaptación
En 1974 se estrenó en los cines la adaptación cinematográfica El relojero de Saint-Paul de Bertrand Tavernier. Jean Rochefort y Philippe Noiret protagonizaron los papeles principales. La película fue el primer proyecto cinematográfico propio de Tavernier. Anteriormente había estado involucrado en trabajos de prensa para otras dos adaptaciones cinematográficas de Simenon: El gato y La veuve Couderc. Según sus propias declaraciones, la novela El hijo del relojero le conmovió profundamente. Le pidió a Simenon una opción cinematográfica, que inicialmente rechazó y sólo se la concedió después de que Tavernier analizara la novela en detalle en una extensa correspondencia.  Tavernier trasladó la acción del Everton estadounidense a su ciudad natal de Lyon, en el distrito de St. Paul. También convirtió a un inspector de policía en el segundo personaje principal de la trama y convirtió a la víctima de asesinato accidental de la novela en un brutal guardia de seguridad. 
Según sus las declaraciones de Tavernier, el 80 % de la novela no se modificó.  Lucille F. Becker, por otra parte, habló de un 80 % de escenas diseñadas específicamente para la película. En particular, Tavernier convirtió el asesinato en un acto políticamente justificado, un concepto completamente ajeno a la obra de Simenon. La solidaridad final de padre e hijo contra la injusticia social y la opresión en la película no tiene nada que ver con la vida interior inconsciente e indescriptible de Galloway en la novela, que, sin embargo, tampoco puede llevarse a la gran pantalla. La película de Tavernier es, por tanto, un buen ejemplo de hasta qué punto una adaptación cinematográfica exitosa de Simenon debe alejarse del original para satisfacer los gustos de los espectadores. 